# Торрес, Артуро
Арту́ро То́ррес Карра́ско (исп. Arturo Torres Carrasco; 20 октября 1906, Коронель, Чили — 20 апреля 1987, Сантьяго, Чили) — чилийский футболист, полузащитник, участник Олимпийских игр 1928 года и чемпионата мира 1930 года.

## Карьера

### Клубная
Артуро Торрес играл на позиции полузащитника за ряд чилийских клубов: «Эвертон», «Аудакс Итальяно», «Магальянес», «Коло-Коло». Его игровая карьера длилась до 1937 года.

### В сборной
В сборной Чили он дебютировал на Олимпийских играх 1928 года, провёл на турнире 3 матча. Под руководством тренера Дьёрдя Орта участвовал в чемпионате мира 1930 года в Уругвае, а позже играл на ЧЮА 1935.
| Матчи и голы Артуро Торреса за сборную Чили | Матчи и голы Артуро Торреса за сборную Чили | Матчи и голы Артуро Торреса за сборную Чили | Матчи и голы Артуро Торреса за сборную Чили | Матчи и голы Артуро Торреса за сборную Чили | Матчи и голы Артуро Торреса за сборную Чили | Матчи и голы Артуро Торреса за сборную Чили |
| ------------------------------------------- | ------------------------------------------- | ------------------------------------------- | ------------------------------------------- | ------------------------------------------- | ------------------------------------------- | ------------------------------------------- |
| №                                           | Дата                                        | Место проведения                            | Соперник                                    | Счёт                                        | Голы                                        | Турнир                                      |
| 1                                           | 27 мая 1928                                 | Амстердам, Нидерланды                       | Португалия                                  | 2:4                                         | -                                           | Олимпийские игры 1928                       |
| 2                                           | 5 июня 1928                                 | Арнем, Нидерланды                           | Мексика                                     | 3:1                                         | -                                           | Олимпийские игры 1928                       |
| 3                                           | 8 июня 1928                                 | Роттердам, Нидерланды                       | Нидерланды                                  | 2:2                                         | -                                           | Олимпийские игры 1928                       |
| 4                                           | 16 июля 1930                                | Монтевидео, Уругвай                         | Мексика                                     | 3:0                                         | -                                           | Чемпионат мира 1930                         |
| 5                                           | 19 июля 1930                                | Монтевидео, Уругвай                         | Франция                                     | 1:0                                         | -                                           | Чемпионат мира 1930                         |
| 6                                           | 22 июля 1930                                | Монтевидео, Уругвай                         | Аргентина                                   | 1:3                                         | -                                           | Чемпионат мира 1930                         |
| 7                                           | 18 января 1935                              | Лима, Перу                                  | Уругвай                                     | 1:2                                         | -                                           | Чемпионат Южной Америки по футболу 1935     |
| 8                                           | 26 января 1935                              | Лима, Перу                                  | Перу                                        | 0:1                                         | -                                           | Чемпионат Южной Америки по футболу 1935     |

Итого: 8 матчей / 0 голов; 3 победы, 1 ничья, 4 поражения.

### Тренерская
Некоторое время работал тренером в клубах «Магальянес» и «Коло-Коло», за которые выступал будучи игроком.